# لوگدین
لوگدین شهری در شهرستان کومبیسیری در استان بازگا در بورکینافاسوی مرکزی است و جمعیت آن ۴۵۷ نفر است.